# Cambrai
Cambrai és un municipi francès, situat al departament del Nord i a la regió dels Alts de França. L'any 2017 tenia 32.558 habitants. Limita al nord-oest amb Tilloy-lez-Cambrai i Neuville-Saint-Rémy, al nord amb Ramillies, al nord-est amb Escaudœuvres, a l'oest amb Fontaine-Notre-Dame i Raillencourt-Sainte-Olle, a l'est amb Cauroir, al sud-oest amb Proville, al sud amb Niergnies i Rumilly-en-Cambrésis i al sud-est amb Awoingt.
Municipi del Cambrésis, vora el riu Escalda, o hi tenen llarga tradició les indústries tèxtils i alimentàries. Nucli comercial, posseeix un actiu port fluvial.

## Demografia
| Evolució de la població Ehess i INSEE |        |        |        |        |        |        |        |        |
| 1793                                  | 1800   | 1806   | 1821   | 1831   | 1836   | 1841   | 1846   | 1851   |
| 15 427                                | 13 799 | 15 608 | 15 851 | 17 646 | 17 848 | 20 141 | 20 648 | 21 344 |

| 1856   | 1861   | 1866   | 1872   | 1876   | 1881   | 1886   | 1891   | 1896   |
| ------ | ------ | ------ | ------ | ------ | ------ | ------ | ------ | ------ |
| 21 405 | 22 557 | 22 207 | 22 897 | 22 079 | 23 448 | 23 881 | 24 122 | 25 250 |

| 1901   | 1906   | 1911   | 1921   | 1926   | 1931   | 1936   | 1946   | 1954   |
| ------ | ------ | ------ | ------ | ------ | ------ | ------ | ------ | ------ |
| 26 586 | 27 832 | 28 077 | 26 023 | 29 193 | 28 542 | 29 655 | 26 129 | 29 567 |

| 1962   | 1968   | 1975   | 1982   | 1990   | 1999   | 2006   | 2011 | 2016 |
| ------ | ------ | ------ | ------ | ------ | ------ | ------ | ---- | ---- |
| 32 897 | 37 532 | 39 049 | 35 272 | 33 092 | 33 738 | 32 594 | -    | -    |

| 2019 | - | - | - | - | - | - | - | - |
| ---- | - | - | - | - | - | - | - | - |
| -    | - | - | - | - | - | - | - | - |

## Història
Cambrai va ser molt castigat per les dues guerres mundials, però conserva la catedral del segle xviii i refeta al xix, l'església de Saint-Géry, del segle xviii, l'antiga porta del palau episcopal (1623) i un notable beffroi, del segle xv. En època romana s'anomenava Cameracum. Fou un bisbat des del segle vi i arquebisbat des del 1559. Els bisbes foren senyors, des del segle x, del comtat de Cambrai, erigit al segle xvi en ducat. Formà part dels Països Baixos sota dominació espanyola però per la pau de Nimega (1678) passà definitivament a França. Durant la Primera Guerra Mundial, fou ocupada pels alemanys, que en feren un dels punts forts de la línia Hindenburg.

## Administració
| Període   | Identitat               | Partit |
| --------- | ----------------------- | ------ |
| 1945-1977 | Raymond Gernez          | SFIO   |
| 1977-1992 | Jacques Legendre        | RPR    |
| 1992-     | François-Xavier Villain | UMP    |

## Personatges il·lustres
- Louis Blériot, pioner de l'aviació
- Guillaume Dufay, músic
- René Dumont, enginyer agrònom i ecologista
- François Fénelon, va morir a Cambrai